# 나야, 문희
"나야, 문희”는 2024년 12월 24일에 개봉한 대한민국의 SF 영화이다. 

## 주요내용
나, 문희! AI로 새롭게 데뷔했문희!
'거침없이 하이킥', '아이 캔 스피크', '소풍' 등
셀 수 없이 많은 작품으로
엄청난 사랑을 받고 있는 '국민 배우' 나문희.
여기에 최신 밈을 이끄는 트렌드세터,
틱톡커로 완벽히 변신한 한계 없는 배우로 화제!
이제는 AI 세계관까지 접수한다!
세계 최초 스타 AI 영화 극장 개봉!

## 제작진

### 공동제작
- ㈜엠씨에이

- ㈜콘텐츠파크 엔터테인먼트

### 제공
- ㈜엠씨에이

- ㈜콘텐츠파크 엔터테인먼트

### 배급
- ㈜씨지브이 아이스콘 CGV ICECON

- ㈜스튜디오디에이치엘
- (주)마노엔터테인먼트

### 감독
- 박원표

- 원경혜

- 유지천

- 이정찬

- 정은욱

### 주연
- 나문희 :